# 12655 Benferinga
12655 Benferinga eller 5041 T-3 är en asteroid i huvudbältet som upptäcktes den 16 oktober 1977 av den nederländsk-amerikanske astronomen Tom Gehrels och det nederländska astronomparet Ingrid van Houten-Groeneveld och Cornelis Johannes van Houten vid Palomarobservatoriet. Den är uppkallad efter kemisten och nobelpristagaren Ben Feringa.
Asteroiden har en diameter på ungefär 10 kilometer och den tillhör asteroidgruppen Eos.